# Liste der Mitglieder der Badischen Ständeversammlung 1905 bis 1906
Diese Liste umfasst die Mitglieder der Ständeversammlung des Großherzogtums Baden für die Sessionen des 42. ordentlichen Landtags. Die Eröffnung fand am 12. Dezember 1905 statt. Die Schlusssitzung fiel auf den 8. August 1906. Insgesamt fanden 40 Sitzungen der Ersten Kammer und 148 Sitzungen der Zweiten Kammer statt.

## Präsidium der Ersten Kammer
Präsident: Prinz Karl von Baden

1. Vizepräsident: Graf Franz von Bodman

2. Vizepräsident: Wirklicher Geheimrat Albert Bürklin

## Mitglieder der Ersten Kammer

### Prinzen des Hauses Baden
- Erbgroßherzog Friedrich von Baden
- Prinz Maximilian von Baden (war nur bei der Landtagseröffnung anwesend)
- Prinz Karl von Baden

### Standesherren
- Fürst Max Egon zu Fürstenberg (war nur bei der Landtagseröffnung anwesend)
- Fürst Emich zu Leiningen
- Fürst Erwein von der Leyen
- Prinz Alfred zu Löwenstein-Wertheim-Freudenberg als Vertreter für den Fürsten Ernst zu Löwenstein-Wertheim-Freudenberg
- Fürst Karl zu Löwenstein-Wertheim-Rosenberg
- Graf Emich zu Leiningen-Billigheim (war nie anwesend)

### Vertreter der katholischen Kirche
- Thomas Nörber,[3] Erzbischof von Freiburg (war nie anwesend)

### Vertreter der evangelischen Landeskirche
- Friedrich Karl Oehler, Prälat der Evangelischen Landeskirche

### Vertreter des grundherrlichen Adels

#### Oberhalb der Murg
- Graf Robert von Andlaw
- Graf Franz von und zu Bodman
- Freiherr Ruprecht Böcklin von Böcklinsau
- Freiherr Albrecht von Stotzingen[3]

#### Unterhalb der Murg
- Freiherr Ernst August Göler von Ravensburg
- Graf Raban von Helmstatt
- Freiherr Udo von La Roche-Starkenfels,[3] Oberamtsrichter
- Freiherr Albrecht Rüdt von Collenberg-Bödigheim, Landgerichtsdirektor

### Vertreter der Landesuniversitäten
- Wilhelm Windelband,[3] Geheimrat, Professor an der Universität Heidelberg und deren Vertreter im Landtag
- Gustav Rümelin,[3] Geheimer Hofrat, Professor an der Universität Freiburg und deren Vertreter im Landtag
- Hans Bunte,[3] Geheimer Hofrat, Professor an der TH Karlsruhe und deren Vertreter im Landtag

### Von den Handelskammern gewählte Abgeordnete
- Albert Dewitz, Fabrikdirektor
- Robert Koelle,[3] Geheimer Kommerzienrat
- Viktor Lenel, Kommerzienrat

### Von der Landwirtschaftskammer gewählte Abgeordnete
- Georg Frank, Ökonomierat
- Julius Kirsner, Privatier

### Von den Handwerkskammern gewählter Abgeordneter
- Josef Leonhard, Stadtrat, Handwerkskammerpräsident

### Von den der Städteordnung unterliegenden Städten gewählte Abgeordnete
- Otto Winterer,[3] Oberbürgermeister von Freiburg
- Otto Beck, Oberbürgermeister von Mannheim

### Von den Städten über 3000 Einwohnern gewählter Abgeordneter
- Gustav Weiß,[3] Bürgermeister

### Von den Kreisausschüssen gewählter Abgeordneter
- Max Boeckh, Rechtsanwalt und Stadtrat

### Vom Großherzog ernannte Mitglieder
- Ferdinand Lewald,[3] Geheimrat, Präsident des Verwaltungsgerichtshofs
- Emil Dorner,[3] Landgerichtspräsident
- Albert Bürklin,[3] wirklicher Geheimrat
- Emil Glockner, Staatsrat und Steuerdirektor
- Max Honsell,[3] Geheimrat, Oberbaudirektor
- Ferdinand Sander, Geheimer Kommerzienrat
- Carl Reiß,[3] Kommerzienrat
- Hans Thoma,[3] Hochschullehrer

## Präsidium der Zweiten Kammer
Präsident: Albert Gönner bis 15. Januar 1906, danach: Karl Wilckens

1. Vizepräsident: Georg Karl Lauck bis 1. Februar 1906, danach: Johann Zehnter

2. Vizepräsident: Adolf Geck

## Die gewählten Abgeordneten der Zweiten Kammer
Seit 1905 gab es nach einer neuen Einteilung insgesamt 73 von Süden nach Norden fortlaufend nummerierte Wahlbezirke. Nachfolgend sind die Stadtwahlbezirke und die Ämterwahlbezirke in zwei separaten Abschnitten zusammengefasst, wodurch die Nummerierung der Wahlbezirke jeweils unvollständig erscheint.
Die Zusammensetzung der Mandate entsprach der Wahl vom 19. Oktober 1905 für die Legislaturperiode 1905 bis 1909. Nach der Wahl bildete sich erstmals eine Koalition aus Nationalliberalen (NLP), Demokraten, Freisinn und Sozialdemokraten (SPD), der sogenannte Großblock. Der Großblock hatte 1905 insgesamt 41 Sitze errungen. Stärkste Fraktion mit 28 Mandaten war das Zentrum.

### Stadtwahlbezirke
| Wahlbezirk | Bezeichnung des Wahlbezirks                   | Name des Abgeordneten  | Fraktion                          |
| ---------- | --------------------------------------------- | ---------------------- | --------------------------------- |
| 3.         | Wahlbezirk der Stadt Konstanz                 | Martin Venedey         | Deutsche Volkspartei (Demokraten) |
| 11.        | Wahlbezirk der Stadt Lörrach mit Stetten      | Ernst Friedrich Roesch | SPD                               |
| 18.        | Wahlbezirk der Stadt Freiburg                 | Constantin Fehrenbach  | Zentrum                           |
| 19.        | Wahlbezirk der Stadt Freiburg                 | Ernst Kräuter          | SPD                               |
| 20.        | Wahlbezirk der Stadt Freiburg                 | Edmund Rebmann         | Nationalliberale Partei           |
| 25.        | Wahlbezirk der Stadt Lahr                     | Ludwig Schneider       | Nationalliberale Partei           |
| 29.        | Wahlbezirk der Stadt Offenburg                | Oskar Muser            | Deutsche Volkspartei (Demokraten) |
| 35.        | Wahlbezirk der Stadt Baden                    | Albert Gönner          | Nationalliberale Partei           |
| 37.        | Wahlbezirk der Stadt Rastatt                  | Karl Franz             | Nationalliberale Partei           |
| 41.        | Wahlbezirk der Stadt Karlsruhe                | Ludwig Frank           | SPD                               |
| 42.        | Wahlbezirk der Stadt Karlsruhe                | Gustav Binz            | Nationalliberale Partei           |
| 43.        | Wahlbezirk der Stadt Karlsruhe                | Paul Frühauf           | Freisinnige Volkspartei           |
| 44.        | Wahlbezirk der Stadt Karlsruhe                | Wilhelm Kolb           | SPD                               |
| 45.        | Wahlbezirk der Stadt Durlach                  | Christian Horst        | SPD                               |
| 47.        | Wahlbezirk der Stadt Pforzheim mit Brötzingen | Albert Wittum          | Nationalliberale Partei           |
| 48.        | Wahlbezirk der Stadt Pforzheim mit Brötzingen | Adolf Geck             | SPD                               |
| 51.        | Wahlbezirk der Stadt Bruchsal                 | Anton Wiedemann        | Zentrum                           |
| 58.        | Wahlbezirk der Stadt Mannheim                 | Gustav Lehmann         | SPD                               |
| 59.        | Wahlbezirk der Stadt Mannheim                 | Robert Kramer          | SPD                               |
| 60.        | Wahlbezirk der Stadt Mannheim                 | Karl Vogel             | Deutsche Volkspartei (Demokraten) |
| 61.        | Wahlbezirk der Stadt Mannheim                 | Emil Mayer             | Nationalliberale Partei           |
| 62.        | Wahlbezirk der Stadt Mannheim                 | Albert Süßkind         | SPD                               |
| 64.        | Wahlbezirk der Stadt Heidelberg               | Rupert Rohrhurst       | Nationalliberale Partei           |
| 65.        | Wahlbezirk der Stadt Heidelberg               | Karl Wilckens          | Nationalliberale Partei           |

### Ämterwahlbezirke
| Wahlbezirk | Bezeichnung des Wahlbezirks                                                         | Name des Abgeordneten                                                | Fraktion                          |
| ---------- | ----------------------------------------------------------------------------------- | -------------------------------------------------------------------- | --------------------------------- |
| 1.         | Wahlbezirk des Amtes Pfullendorf mit Gemeinden des Amtes Überlingen                 | Josef Weißhaupt                                                      | Zentrum                           |
| 2.         | Wahlbezirk des Amtes Meßkirch mit Gemeinden des Amtes Stockach                      | Karl Hauser am 16. Dezember 1905 verstorben, gefolgt von Brodmann    | Nationalliberale Partei           |
| 2.         | Wahlbezirk des Amtes Meßkirch mit Gemeinden des Amtes Stockach                      | Johann Brodmann                                                      | Nationalliberale Partei           |
| 4.         | Wahlbezirk mit Gemeinden der Ämter Konstanz, Überlingen und Stockach                | August Karl Anton Büchner                                            | Zentrum                           |
| 5.         | Wahlbezirk mit Gemeinden der Ämter Engen und Konstanz                               | Josef Gießler                                                        | Zentrum                           |
| 6.         | Wahlbezirk mit Gemeinden der Ämter Donaueschingen und Engen                         | Josef Hilbert                                                        | Nationalliberale Partei           |
| 7.         | Wahlbezirk mit Gemeinden der Ämter Villingen und Donaueschingen                     | Joseph Ignaz Goerlacher                                              | Zentrum                           |
| 8.         | Wahlbezirk des Amtes Bonndorf mit Gemeinden des Amtes Waldshut                      | Josef Wittemann                                                      | Zentrum                           |
| 9.         | Wahlbezirk des Amtes St. Blasien mit Gemeinden des Amtes Waldshut                   | Philipp Blümmel                                                      | Zentrum                           |
| 10.        | Wahlbezirk des Amtes Säckingen mit Gemeinden der Ämter Waldshut und Schopfheim      | Adolf Ernst Birkenmayer                                              | Zentrum                           |
| 12.        | Wahlbezirk mit Gemeinden des Amtes Lörrach                                          | Rudolf Obkircher                                                     | Nationalliberale Partei           |
| 13.        | Wahlbezirk mit Gemeinden der Ämter Schopfheim und Schönau                           | Georg Peter Weygoldt                                                 | Nationalliberale Partei           |
| 14.        | Wahlbezirk des Amtes Müllheim mit Gemeinden der Ämter Lörrach und Staufen           | Ernst Blankenhorn                                                    | Nationalliberale Partei           |
| 15.        | Wahlbezirk mit Gemeinden der Ämter Staufen, Schönau, Freiburg und Neustadt          | Ferdinand Kopf                                                       | Zentrum                           |
| 16.        | Wahlbezirk des Amtes Breisach mit Gemeinden des Amtes Emmendingen                   | Alfred Freiherr Huber von Gleichenstein                              | Zentrum                           |
| 17.        | Wahlbezirk mit Gemeinden der Ämter Neustadt, Triberg und Villingen                  | Josef Duffner                                                        | Zentrum                           |
| 21.        | Wahlbezirk des Amtes Waldkirch mit Gemeinden des Amtes Freiburg                     | Karl Wiest                                                           | Zentrum                           |
| 22.        | Wahlbezirk mit Gemeinden der Ämter Freiburg und Emmendingen                         | Josef Julius Schüler                                                 | Zentrum                           |
| 23.        | Wahlbezirk mit Gemeinden des Amtes Emmendingen                                      | Wilhelm Pfefferle                                                    | Nationalliberale Partei           |
| 24.        | Wahlbezirk des Amtes Ettenheim mit Gemeinden der Ämter Emmendingen und Lahr         | Emil Armbruster                                                      | Zentrum                           |
| 26.        | Wahlbezirk mit Gemeinden der Ämter Triberg, Villingen und Wolfach                   | Alfred Meyr                                                          | Nationalliberale Partei           |
| 27.        | Wahlbezirk mit Gemeinden der Ämter Lahr und Offenburg                               | Karl Heimburger                                                      | Deutsche Volkspartei (Demokraten) |
| 28.        | Wahlbezirk mit Gemeinden der Ämter Wolfach und Offenburg                            | Michael Josef Hennig                                                 | Zentrum                           |
| 30.        | Wahlbezirk mit Gemeinden des Amtes Kehl                                             | Friedrich Saenger                                                    | Nationalliberale Partei           |
| 31.        | Wahlbezirk mit Gemeinden der Ämter Offenburg und Kehl                               | Joseph Morgenthaler                                                  | Zentrum                           |
| 32.        | Wahlbezirk des Amtes Oberkirch mit Gemeinden der Ämter Offenburg und Achern         | Franz Friedrich Geppert                                              | Zentrum                           |
| 33.        | Wahlbezirk mit Gemeinden der Ämter Achern und Bühl                                  | Richard Hergt                                                        | Zentrum                           |
| 34.        | Wahlbezirk mit Gemeinden der Ämter Bühl und Baden                                   | Georg Karl Lauck am 1. Februar 1906 verstorben, gefolgt von Schmunck | Zentrum                           |
| 34.        | Wahlbezirk mit Gemeinden der Ämter Bühl und Baden                                   | Michael Schmunck                                                     | Zentrum                           |
| 36.        | Wahlbezirk mit Gemeinden der Ämter Rastatt und Baden                                | Johann Anton Zehnter                                                 | Zentrum                           |
| 38.        | Wahlbezirk mit Gemeinden der Ämter Rastatt, Bühl und Baden                          | Edmund Schmidt                                                       | Zentrum                           |
| 39.        | Wahlbezirk mit Gemeinden der Ämter Ettlingen, Rastatt und Karlsruhe                 | Franz Belzer                                                         | Zentrum                           |
| 40.        | Wahlbezirk mit Gemeinden des Amtes Karlsruhe                                        | Ludwig Neck                                                          | Nationalliberale Partei           |
| 46.        | Wahlbezirk mit Gemeinden der Ämter Durlach, Ettlingen und Pforzheim                 | Christian Gierich                                                    | Deutschkonservative Partei        |
| 49.        | Wahlbezirk mit Gemeinden des Amtes Pforzheim                                        | Robert Emil Eichhorn                                                 | SPD                               |
| 50.        | Wahlbezirk mit Gemeinden der Ämter Bruchsal und Durlach                             | Franz Reiff                                                          | Deutschkonservative Partei        |
| 52.        | Wahlbezirk mit Gemeinden des Amtes Bruchsal                                         | Julius Breitner                                                      | Zentrum                           |
| 53.        | Wahlbezirk des Amtes Bretten mit Gemeinden des Amtes Bruchsal                       | Otto Heinrich Schmidt                                                | Bund der Landwirte                |
| 54.        | Wahlbezirk mit Gemeinden der Ämter Wiesloch und Bruchsal                            | Peter Freiherr von und zu Mentzingen                                 | Zentrum                           |
| 55.        | Wahlbezirk mit Gemeinden der Ämter Heidelberg und Wiesloch                          | Georg Pfeiffle                                                       | SPD                               |
| 56.        | Wahlbezirk mit Gemeinden des Amtes Schwetzingen                                     | Wilhelm Ihrig                                                        | Deutsche Volkspartei (Demokraten) |
| 57.        | Wahlbezirk mit Gemeinden der Ämter Mannheim und Schwetzingen                        | Friedrich Bechtold                                                   | SPD                               |
| 63.        | Wahlbezirk des Amtes Weinheim mit Teilen des Amtes Mannheim                         | Valentin Müller                                                      | Nationalliberale Partei           |
| 66.        | Wahlbezirk des Amtes Eppingen mit Gemeinden der Ämter Sinsheim und Wiesloch         | Jakob Burkhard                                                       | Nationalliberale Partei           |
| 67.        | Wahlbezirk mit Gemeinden des Amtes Sinsheim                                         | Heinrich Neuwirth                                                    | Nationalliberale Partei           |
| 68.        | Wahlbezirk mit Gemeinden der Ämter Heidelberg und Eberbach                          | Philipp Quenzer                                                      | Nationalliberale Partei           |
| 69.        | Wahlbezirk mit Gemeinden der Ämter Buchen, Eberbach, Amtes Mosbach und Adelsheim    | Jonas Dieterle                                                       | Zentrum                           |
| 70.        | Wahlbezirk mit Gemeinden des Amtes Mosbach                                          | Johann Georg Banschbach                                              | Deutschkonservative Partei        |
| 71.        | Wahlbezirk mit Gemeinden der Ämter Boxberg und Adelsheim                            | Johann Gottfried Leiser                                              | Nationalliberale Partei           |
| 72.        | Wahlbezirk mit Gemeinden des Amtes Tauberbischofsheim                               | Josef Schofer                                                        | Zentrum                           |
| 73.        | Wahlbezirk des Amtes Wertheim mit Gemeinden der Ämter Buchen und Tauberbischofsheim | August Neuhaus                                                       | Zentrum                           |

## Belege und Anmerkungen
1. ↑  Ludwig Bauer, Bernhard Gißler: Die Mitglieder der Ersten Kammer der Badischen Ständeversammlung von 1819–1912. Fidelitas, Karlsruhe 1913, 5. Auflage, S. 62 f.
2. ↑  Adolf Roth und Paul Thorbecke: Die badischen Landstände. Landtagshandbuch. Verlag der G. Braunschen Hofbuchdruckerei, Karlsruhe 1907, S. 272
3. 1 2 3 4 5 6 7 8 9 10 11 12 13 14 15 16 17 18 19 20 21 22 23 24 25 26 27 28 29 30  Dieser Mandatsträger ist in den amtlich veröffentlichten Abgeordnetenlisten als promovierter Akademiker ausgewiesen, d. h. dort üblicherweise mit einem vor dem Namen stehenden Doktor-Grad verzeichnet
4. 1 2 3 4 5  Von 1868 bis 1878 hieß das Pendant zur Deutschen Volkspartei in Baden Demokratische Partei
5. 1 2 3 4  Bis 1931 hieß die Stadt Baden-Baden nur Baden.